# Bart Kosko
Bart Andrew Kosko (* 7. Februar 1960 in Kansas City, Kansas) ist Autor und Professor für Elektrotechnik und Recht an der University of Southern California (USC). Kosko ist bekannt für seine Forschungen an Fuzzy-Logik und Neuronalen Netzen sowie Verfasser mehrerer Sachbücher zu diesen und verwandten Themen künstlicher Intelligenz.

## Persönlicher Hintergrund
Bart Kosko hat den Bachelor-Grad in Philosophie und Wirtschaftswissenschaften der USC, einen Master-Abschluss in angewandter Mathematik an der UC San Diego, einen Doktorgrad in Elektrotechnik von der UC Irvine, und ein Online-JD in Rechtswissenschaften an der Online Concord Law School. Er ist Rechtsanwalt mit Zulassung in Kalifornien und am US-Bundesgericht und arbeitete als juristischer Sekretär für das Los Angeles District Attorney’s Office. Kosko ist politischer und religiöser Skeptiker und Mitherausgeber der libertaristischen Zeitschrift „Liberty“.

## Werke
Koskos bisher populärstes Buch ist der internationale Bestseller fuzzy-logisch. Eine neue Art des Denkens, in dem er das gesamte, auf der aristotelischen Logik aufgebaute Fundament westlichen Denkens in Frage stellt und diesem das fuzzylogische Denken als Alternative entgegensetzt. Aus seiner religionsskeptischen Sicht sei der Glaube an Gott ein neuronaler Effekt, er kritisiert dabei allerdings auch die typisch westliche Überbetonung wissenschaftlichen Denkens. Demnach würden wir uns durch Wissenschaft, Objektivität und Logik eine Sicherheit versprechen, die es nicht geben könne. In unserer Kultur würde dadurch ein binär-logisches Denken des „Entweder-Oder“ dominieren, mit dem wir uns suggerieren, es gäbe unzweifelhafte und endgültige Wahrheiten. Nach Kosko führe dies zu einem „Schwarz-Weiß-Denken“ unter Ausblendung jeglicher Graustufen, das vielmehr realitätsfern sei, als dass es Aussagen über die Realität ermöglichen würde. Auch aus seiner Sicht als Wissenschaftler sei das asiatische Denken (z. B. Buddhismus), in dem die Welt nicht in scheinbaren Gegensätzen betrachtet wird, realitätsnäher.
Kosko veröffentlichte daneben auch Kurzgeschichten und den Roman „NanoTime“ über einen möglichen Dritten Weltkrieg, der an zwei Tagen des Jahres 2030 stattfindet. Kosko verwendet dabei einen minimalistischen Prosa-Stil ohne Kommasetzung.

## Forschungen
Koskos Forschungsarbeit richtet sich auf die Hauptbereiche Fuzzy-Logik, Neuronale Netze und Lärm. In die Fuzzy-Logik führte er mehrere neue Begriffe ein, wie u. a. die Kognitive Landkarte, additive Fuzzy-Systeme, fuzzy-assoziative Speicher, variable neural-basierte Fuzzy-Systeme, die bedingte Varianz von Fuzzy-Systemen, und die geometrische Sicht endlicher Fuzzymengen als Punkte in Hyperwürfeln, sowie deren Bedeutung in der Kontroverse zwischen Fuzzy und Wahrscheinlichkeit.
In den Forschungsbereich der Neuronalen Netze führte Kosko Techniken für unüberwachtes Lernen nach der Hebbschen Lernregel ein, sowie den Begriff des Bidirektionalen Assoziativspeichers.